# Ignazio Giunti
Ignazio Giunti, född 30 augusti 1941 i Rom, död 10 januari 1971 i Buenos Aires i Argentina, var en italiensk racerförare.

## Racingkarriär
Giunti tävlade i formel 1 för Ferrari under säsongen 1970. Han kom som bäst fyra i ett lopp, vilket han gjorde i sitt debutlopp i Belgien. Giunti var även kontrakterad för säsongen 1971, men innan säsongen startade deltog han i Buenos Aires 1000 km där han körde in i fransmannen Jean-Pierre Beltoise' bil som hade fått bensinstopp. Giuntis bil började brinna och han omkom i lågorna.

## F1-karriär
| Säsong | Stall/Tillverkare | Poäng | Placering |
| ------ | ----------------- | ----- | --------- |
| 1970   | Ferrari           | 3     | 17        |